# Mustefa Edao
Mustefa Edao Kabeto (* 11. April 2000) ist ein äthiopischer Sprinter, der sich auf den 400-Meter-Lauf spezialisiert hat. 

## Sportliche Laufbahn
Erste internationale Erfahrungen sammelte Mustefa Edao im Jahr 2019, als er bei den Juniorenafrikameisterschaften in Abidjan in 47,49 s die Bronzemedaille im 400-Meter-Lauf gewann und mit der äthiopischen 4-mal-400-Meter-Staffel gewann er in 3:10,99 min die Silbermedaille. Anschließend nahm er an den Afrikaspielen in Rabat teil und schied dort mit 49,21 s im Vorlauf über 400 Meter aus und belegte mit der Staffel in 3:11,58 min den siebten Platz.
2021 wurde Edao äthiopischer Meister im 400-Meter-Lauf.

## Persönliche Bestzeiten
- 400 Meter: 46,8 s, 8. Mai 2019 in Addis Abeba